# 阿尔丹
阿尔丹（羅馬化：Aldán；雅庫特語： 或 ）是俄罗斯萨哈共和国南部的一个城镇，坐落于阿尔丹山原上的阿尔丹河盆地。1923年因发现金矿而新建定居点，当时称为涅扎梅特内镇（Незаме́тный），意为“不出名的”。1932年升为城市。1939年易名为“阿尔丹”。是南雅库特的金矿、云母的开采中心，另有铀矿、稀土、煤矿等资源。2010年人口为21275人。城内有阿尔丹机场，建于二战时期，当时是为了供得自美国租借法案的飞机运往东线战场前线的中转站。